# チャン・ミンホ
チャン・ミンホ（朝：장민호、英：Jang Minho、1977年9月11日 - ）は、大韓民国の歌手。1997年にアイドルデビュー、2011年に再びトロット歌手としてデビュー。リエゾンによりチャン・ミノと表記される事もある。

## 経歴
チャン・ミンホは1997年に韓国のアイドルグループ ・ユービスのリーダーとして音楽活動を始めた。 当時は本名のチャン・ホグンを使用した。 ユービスは2枚のレギュラーアルバムをリリースしたが、1998年に解散した。 6年間の活動休止を破り、2004年に男性バラード・デュオの「バラム」（朝鮮語では風を意味）でカムバック。ファーストアルバム「Just like a wind」をリリース。  バラムは中国で注目を集めたが韓国では活動なしで解散した。 アイドルとバラード歌手としての2回の大失敗の後、音楽の道は放棄した。除隊後、現事務所の社長に説得されトロット歌手になった。 2011年チャン・ミンホという名前でトロットデビュー・シングル、「愛してる、ヌナ」 をリリースするが、あまり人気を得れなかった。 一年半後、オーディション番組KBS(韓国放送公社)の『ラスト・オーディション』で最終優勝を果たすが、  KBSは優勝者にアルバムをリリースするという約束を守らず、大衆からの注目もされなかった。2013年初のトロットレギュラーアルバム「男に言わせるな」（남자는 말합니다)をリリースし、アルバム名と同じタイトル曲が大ヒットし、トロット界のアイドルになった。2019年に(放送は翌年）テレビ朝鮮オーディション番組『明日はミスター・トロット』に出場し全国的に名を知らせた。 高視聴率を獲得する程の反響を呼び、トロットが社会現象になるほど人気になり、『明日はミスター・トロット』受賞者のトップ７メンバーとして国民的な人気を得ている。

## 人物
釜山で生まれてすぐ仁川市に移住。 中華圏での活動経歴から中国語に堪能。 3人兄弟の末っ子で、 兄と姉がいる。 高校生の時、俳優になるため仁川からソウルまで通った。 そのうちテレビCMに出演する機会を得た。 出演したCMの1つが人気になり、多数の芸能事務所からアプローチが来てアイドルグループのリーダーとしてデビュー。 

## ディスコグラフィ
アルバム
- 2017年 – Drama《ドラマ》

EP(Extended play)
- 2013年 – The Man Says (남자는 말합니다) 日本語タイトル：（男に言わせるな）

Mini Album
- 2022年 - Essay ep.1 《 エッセイep.1 》

シングル
- 2011年 – Love You, Nuna
- 2017年 – Driving Route 7
- 2019年 – The Man Says (New Ver.) (남자 는 말합니다)
- 2020年 – Read and Ignored (읽씹 안읽씹)
- 2020年 – Hit the Jackpot (대박 날 테다), ドラマ『インターンは元上司！？』サウンドトラック
- 2021年 – 生きる事はそんなことさ (사는 게 그런 거지)

## 番組
テレビ
- 2011年 KBS2 《 いばらの鳥 》- イ・スヒョン役
- 2011年 SBS 《 挑戦1000曲 》
- 2012年 KBS2 《 ラスト・オーディション 》
- 2013年 KBS2 《 ユ・ヒヨルのスケッチブック 》
- 2013年 KBS2 《 夫婦クリニック 愛と戦争 》
- 2013年 MBC 《 世界を変えるクイズ 》
- 2019年 麗水MBC 《オーマイシンガー》- TVプレゼンター
- 2020年 TV朝鮮 《 明日はミスター・トロット 》
- 2020年 MBC 《 黄金漁場ラジオスター 》（withヨンタク、イ・チャンウォン、イム・ヨンウン）
- 2020年 JTBC 《 知ってるお兄さん 》（with上位6位）
- 2020年 TV朝鮮 《 ミスタートロットの味 》
- 2020年 TV朝鮮 《 愛のコンサート 》
- 2020年 JTBC 《 뭉쳐야찬다 》
- 2020年 JTBC 《 流浪マーケット 》
- 2020年 TV朝鮮 《 妻の味 》
- 2020年 OLIVE 《 ご飯ブレスユー2 》（withイム・ヨンウン、チョン・ドンウォン、イ・チャンウォン）
- 2020年 TV朝鮮 《 ポンスンア学堂 》
- 2020年 SBS 《 みにくいうちの子 》
- 2020年 KBS2 《 不朽の名曲 伝説を歌う 》 [伝説 - 宋海 編]
- 2020年 KBS1 《 歌謡舞台 》
- 2020年 TV朝鮮 《 風と雲と雨 》- 관리역（특별출연）
- 2020年 KBS2 《 신상출시편스토랑 》
- 2020年 tvN 《 驚く土曜日 》（with付き）
- 2020年 JTBC 《 ヒドゥンシンガー6 》（with付き）

ラジオ
- 2020年4月 TBSFM《 ペ・チルス、パク・ヒジンの9595ショー 》
- 2020年4月 SBSパワーFM 《 ブームブームパワー 》
- 2020年7月 CBS音楽FM 《 キム・ヒョンジュの幸福同行 》
- 2020年7月 KBS COOLFM 《 ミスターラジオ 》
- 2020年7月 CBS音楽FM 《 12時に会いましょう 》
- 2020年7月 TBSFM《チェ・イルグのハリケーンラジオ》

広告
- 1996年 ロッテ製菓 -ロッテブレインカップ
- 麒麟製菓 -쌀로별
- 2020年 日東フーディス -하이뮨프로틴밸런스 [17]
- 2020年 セラドム-리포아란시너지앰플세럼 [18]
- 2020年 トンムン建設-광양광양맘시티 [19]
- 2020年 ミスターピザ [20]

## 受賞
- 2013年 KBSラスト・オーディション「最終勝者」내생애마지막오디션 [21]
- 2015年 韓国才能寄付協会「才能寄付大賞」　[22]
- 2015年 第３回韓国受賞者創造文化芸術大賞「大衆音楽部門新人賞」 [23]
- 2015年 韓国スター芸術大賞「トロット部門新人賞」 [24]
- 2017年 韓国多文化芸術大賞「トロット部門人気賞」 [25]
- 2017年 文化芸術大賞「トロット部門人気賞」 [26]
- 2017年 国際K-スターウォーズ「トロット人気賞」
- 2018年 ミュージックアワード「優秀賞」
- 2018年 韓国を輝かせた誇らしい韓国人大賞「人気賞」
- 2020年 明日はミスター・トロット「ファイナルリスト - ６位」
- 2020年 MTN放送広告フェスティバルCF「新人スター賞受賞」 [27]
- 2020年 Melon Music Awards 「ホット・トレンド賞」[28]
- 2021年 第17回韓国イメージ賞 「マイルストーン賞」[29]
- 2021年 2020 APAN MUSIC AWARDS 「APAN Choice BEST K-Trot賞」[30]
- 2021年 KBS芸能大賞 「優秀賞」[31]